# Bréville-les-Monts
Bréville-les-Monts, ist eine französische Gemeinde mit 651 Einwohnern (Stand: 1. Januar 2022) im Département Calvados in der Region Normandie. Die Gemeinde gehört zum Arrondissement Lisieux und zum Kanton Cabourg. Die Einwohner werden Brévillais genannt.

## Geografie
Bréville-les-Monts liegt nahe der Côte Fleurie östlich der Orne. Umgeben wird Bréville-les-Monts von den Nachbargemeinden Amfreville im Norden und Nordwesten, Merville-Franceville-Plage im Norden, Gonneville-en-Auge im Nordosten, Bavent im Osten, Escoville im Süden und Südwesten, Hérouvillette im Südwesten sowie Ranville im Westen.

## Bevölkerungsentwicklung
| Jahr      | 1962 | 1968 | 1975 | 1982 | 1990 | 1999 | 2006 | 2018 |
| Einwohner | 301  | 387  | 441  | 529  | 515  | 565  | 677  | 657  |

Quelle: INSEE

## Sehenswürdigkeiten
- Ruinen der alten Kirche Saint-Pierre, Monument historique
- Kirche aus dem Jahr 1960
- Schloss Amphernet
- Herrenhaus Saint-Côme aus dem 16. Jahrhundert
- ehemaliges Waschhaus (Lavoir)

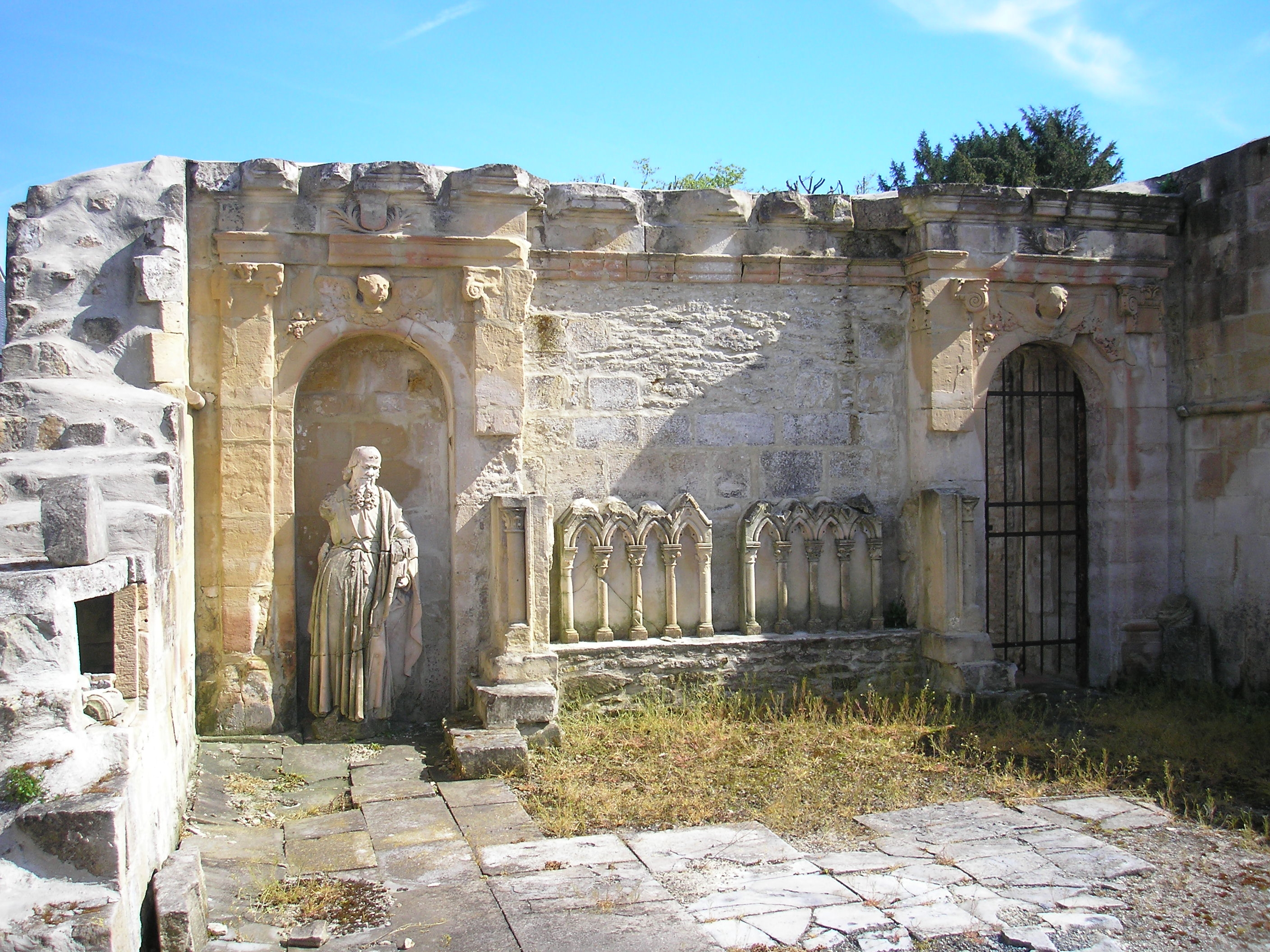
Ruinen der Kirche Saint-Pierre
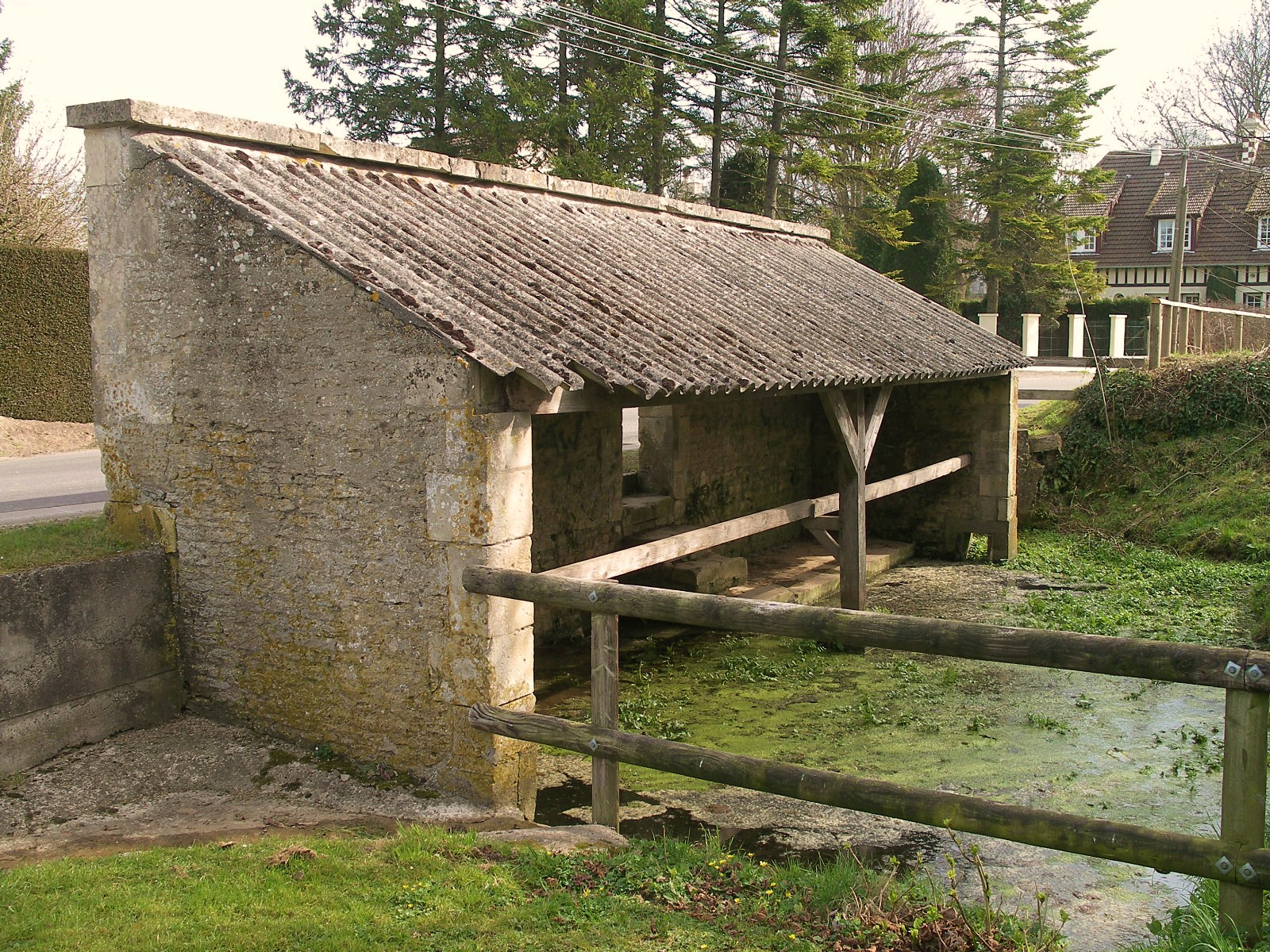
Ehemaliges Waschhaus

## Gemeindepartnerschaften
Mit der deutschen Gemeinde Hillerse in Niedersachsen besteht eine Partnerschaft.